# Otto Stuppacher
Otto Stuppacher (ur. 3 marca 1947 roku w Wiedniu, zm. tamże 13 sierpnia 2001 roku) – były austriacki wspinacz górski i kierowca wyścigowy, uznany zdaniem magazynu F1 Racing jednym z najgorszych kierowców w historii Formuły 1.
Wystartował w wyścigu 24 godziny Le Mans w 1972 roku wraz z Walterem Roserem w zespole Bosch Racing Team, prowadząc Porsche 908/02. Nie ukończył tego wyścigu.
W Formule 1 wystartował w sezonie 1976. Początkowo pragnął wystartować w Grand Prix Austrii. Wskutek tego wraz z rodakiem Karlem Oppitzhauserem założył zespół (ÖASC Racing Team) i wypożyczył od zespołu Tyrrell model 007, ale mimo to nie wydano mu zgody na starty, wskutek niewielkiego doświadczenia w wyścigach samochodowych, nawet po złożeniu przez Stuppachera petycji z prośbą o dopuszczenie go do startów.
Kolejnym wyścigiem, na którym pojawił się Austriak, było Grand Prix Włoch. Po dopuszczeniu do Grand Prix uzyskał on w kwalifikacjach czas 1:55,22, tj. 13,87 s za zdobywcą pole position, Jakiem Laffitem. Po tym fakcie wyruszył w drogę powrotną do Wiednia nie wiedząc, że Jamesowi Huntowi, Jochenowi Massowi i Johnowi Watsonowi cofnięto najlepsze czasy w kwalifikacjach wskutek nieregulaminowego paliwa, a pozostałe sesje kwalifikacyjne odbywały się w deszczu, dzięki czemu Stuppacher zakwalifikowałby się do wyścigu, jednakże nie zdążył wrócić na tor.
Do kolejnych wyścigów – Grand Prix Kanady oraz Grand Prix Stanów Zjednoczonych Stuppacher nie zdołał się zakwalifikować – na torze Mosport miał 12,695 s straty do zdobywcy pole position, a na Watkins Glen strata ta wynosiła 27,448 s; tak wysoka strata jest rekordem Formuły 1.
Nie wiadomo, co Stuppacher robił po roku 1976. W 2001 roku znaleziono go martwego w jego własnym mieszkaniu w Wiedniu, w wieku 54 lat.